# بلعرب بن حمير اليعربي
بلعرب بن حمير بن سلطان بن سيف بن مالك اليعربي (1684-1754) عاشر أئمة دولة اليعاربة وآخرهم، حكم لفترتين الأولى من (1732-1738) والثانية من (1745-1748). بويع له بنزوى بعد خلع سيف بن سلطان عام 1145 هجري، فيما ظلت الباطنة ومسقط والرستاق مواليه لسيف بن سلطان، فانقسمت عمان بين الطرفين وشهدت البلاد حروب وصرعات متتالية بينهما، استعان الإمام المخلوع سيف بن سلطان بالفرس وجاء بجيش من العجم وهزم جيش بلعرب، وبسبب حالة الفوضى والاضطراب التي عمت البلاد استعفى بلعرب من الإمامة وتسمى بها سيف سنة 1151 هجري، وبعد وفاته تولى بلعرب الإمامة مرة أخرى نحو سنة 1160، حاربه أحمد بن سعيد البوسعيدي فقتله، وبوفاته انتهت دولة اليعاربة وقامت الدولة البوسعيدية.

## حياته

### البيعة الأولى
بعد عزل سيف بن سلطان عام 1145 بويع بلعرب إماما وتمت البيعة في نزوى وخلصت له سمائل وإزكي وبهلى ونخل والشرقية وحصون الظاهرة واما حصون الباطنة ومسكد والرستاق فانها في يد سيف بن سلطان، ثم بعد جهز بلعرب جيشا يسير إلى وادي بني رواحة وبعث سيف بن سلطان اخاه بلعرب بن سلطان ومن معه من القوم نصرة لبني رواحة فتواقع الجيشان وانهزم جيش سيف بن سلطان اكثره وتحصن الباقون حجرة وبال فحاصرهم الامام اياما يقطع نخيلهم إلى ان أدوا له الطاعة وعفا عن القوم وأمنهم وارتفع عنهم بعدما هدم بروجهم ثم سار إلى بلاد سيت فحاصرها اياما ثم افتتحها وهدم بنيانها وقطع نخلها ودمر انهارها ثم توجه إلى حصن يبرين وكان به بنو هناءة كان قد تركهم فيه سيف بن سلطان فحاصرهم إلى ان ادّوا له الطاعة فأمّنهم وسيّرهم إلى بلدانهم هم وعيالهم واموالهم.

### أهل مكران
أهل مكران والوا سيف بن سلطان، وقد بعث اليهم فجاءه قوم من البلوش وحشد الجيش ممن معه وسار بهم إلى الجو والتقى الجمعان فاقتتلا قتالاً شديداً حتى كاد بلعرب يخسر وتقع فيهم الهزيمة الا انهم صبروا وخسر البلوش وسيف بن سلطان وقُتِّلوا ونُهبوا ومنهم من مات عطشا.

### العجم
جعل سيف بن سلطان يكتب إلى العجم (الفرس) لينصروه في ظنه وهم يريدون مُلك عمان وخرابها فاجابوه فنزل الجيش بخور في يوم الخميس 12 ذي الحجة سنة 1149 ثم قصدوا الصير فخرج سيف بن سلطان من مكسد لموافاتهم وتحضر بلعرب بن حمير للقائهم وخرج من نزوى في الأول من محرم سنة 1150 والتقى الجمعان في السميني وكان بينهم حرب وما انتهى النهار الا وقد هزم جيش الاعاجم جيش بلعرب واعتصموا بالجبل وقُتل ناس قليل وبعضهم ضل الطريق وقد عُمِل فيهم النهب فلم يرجع منهم أحد بمتاع أو سلاح الا قليل، واستولى سيف على الجو وضنك والغبى وأدت قبائل الظاهرة خراجا عظيما للعجم ودخلت حجرة عبري ووقع فيهم قتل عظيم وسلب جميع مالهم وحملت نسائهم وقتلت اطفالهم واصابهم ذل وهوان وبيعت النساء وحملت إلى شيراز. وعاد العجم إلى الصير.

### البيعة الثانية
بعد استعفائه عن الإمامة، بويع من بعده سلطان بن مرشد اليعربي الذي دخل في حروب دامية مع سيف بن سلطان والقوات الفارسية الموالية لسيف، لاحقًا توفي الإمام سلطان بن مرشد وتوفي الإمام سيف بعده بفترة وجيزة، فنشأ عن هذا الغياب حالة من الفراغ السياسي وفرغ منصب الإمامة، فتجددت في نفس بلعرب بن حمير اليعربي الرغبة في العودة إلى الإمامة من جديد، فتقدم لها فأطاعته المنطقة الداخلية والشرقية والظاهرة وتمت له البيعة للمرة الثاية عام 1744 واستمر كإمام لمدة أربع سنوات تقريبا حتى حاربه أحمد بن سعيد البوسعيدي وقتله.

## قَتْلُه
قَتَلَه أحمد بن سعيد البوسعيدي عامل سيف بن سلطان بعد أن بويع للمرة الثانية.